# Раськень Озкс
Раськень Озкс (ерз. Raśkeń Ozks, raśke — народ, рідня, oznoms — молитися, ozks — моління) — давнє традиційне ерзянське обрядове свято, народне (родове) моління. Це язичницький релігійно-магічний ритуал, що об'єднує широке коло родичів. Він присвячений верховному ерзянському богу-заступнику Інешкіпазу і тісно пов'язаний з життям і господарською діяльністю народу.

## Сутність і основні ритуали свята

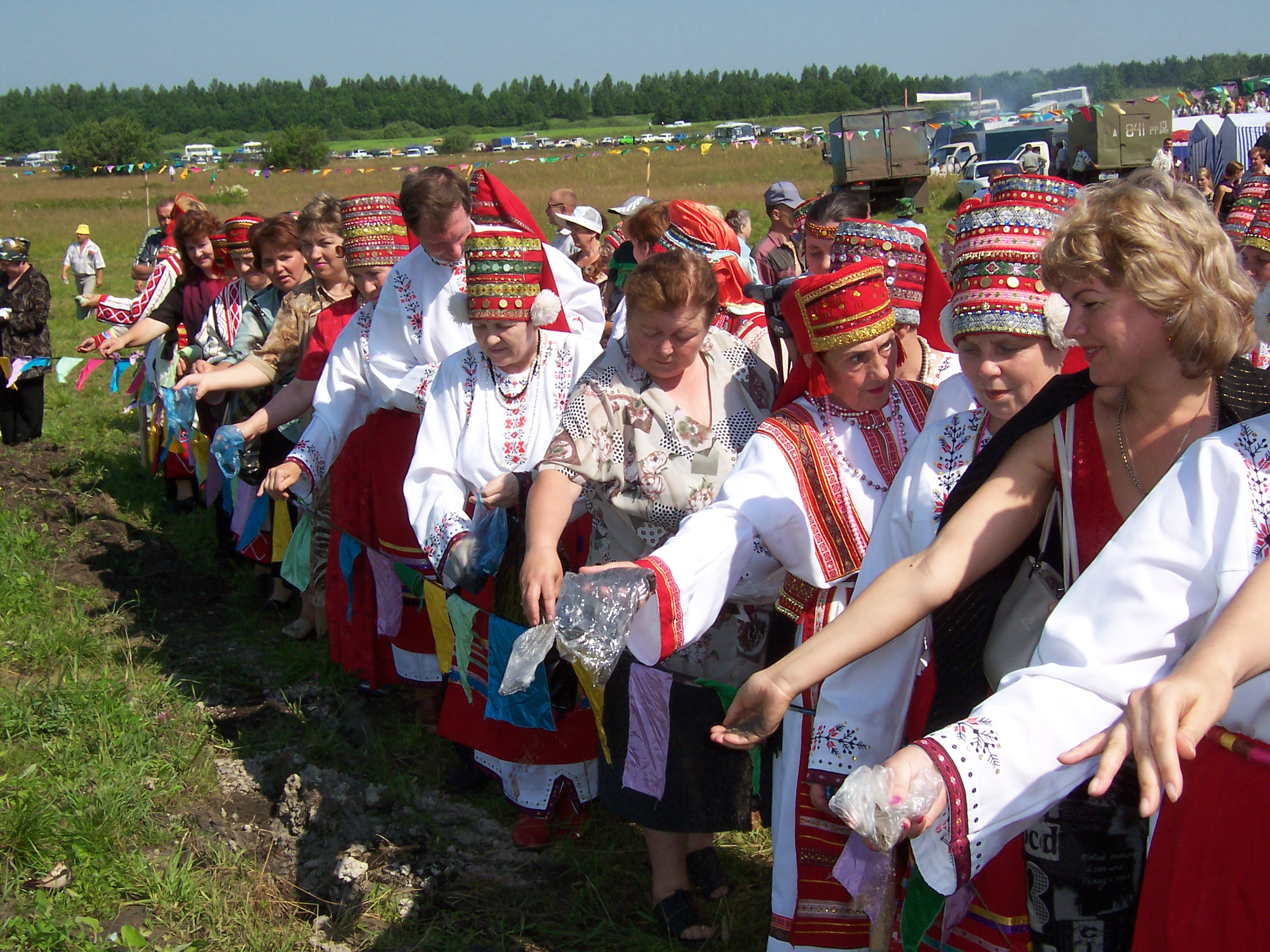
Обряд оновлення маару (посипання землею)

На  Раськень Озкс люди збиралися, щоб помолитися своїм богам, віддати шану предкам, зустрітися з родичами, вирішити нагальні проблеми (економічні, політичні, соціальні), відпочити й повеселитися, а ще прохали Інешкипаза гарного врожаю й родючої землі, здоров'я й гараздів людям, а, за потреби, ще й захистити їх рідну землю від ворогів, планували перспективи на майбутнє.
Одним із ключових моментів святкового дійства є запрошення душ померлих предків.
Головною метою дійства було отримати прихильність богів, для цього здійснювали жертви (різали бика та ін.).
На свято приїздили не лише сім'ями, а й цілими селами, брали із собою їжу, начиння, вироби ремесла. Свято тривало щонайменше три дні й супроводжувалось спортивними й пісенними змаганнями.
Кожен приносив із собою жменю рідної землі й висипав її на місці проведення моління. Таким чином, з роками в цих священних для народу місцях виростав курган (ерз. маар, тобто пагорб). За давнім звичаєм, під час проведення моління в центрі маару встановлювали величезну обрядову родову свічку Ерзянь Штатол. Вона є центральним стрижнем свята і символізує зв'язок з Богом і предками. Для виготовлення свічки учасники свята спеціально приносили із собою бджолиний віск. Ритуал запалювання  Ерзянь Штатол, за традицією язичницького дійства, виконували спеціальні жрець (ерз. ozatä) і жриця (ерз. ozava).
В обрядах Раскень Озкс наочно виявляється зв'язок часів, він є символом консолідації ерзянського народу, гарантує стабільність його розвитку, збереження його культури.

## Історія проведення Раськень Озкс
У старі часи Раськень Озкс проводили нечасто, це відбувалося раз на 20-40 років; на одне покоління припадала, таким чином, лише одна або дві таких події.
Востаннє це було 25 вересня 1629 року. Тоді царський уряд заборонив проведення цього язичницького свята, і заборона діяла 370 років.
Проте традиції Раськень Озкс продовжували підтримуватись неофіційно. Люди збиралися в місцях старовинних мольбищ: в лісах, на полях, на кладовищах. Кожна ерзянська волость мала по декілька великих мольбищ. Вже похрещені ерзяни таємно продовжували приносити жертви своїм давнім богам.
У кінці XX ст. на хвилі етнічного ренесансу давні обряди отримали свій подальший розвиток. Виявилось, що давні традиції не були забуті, і це 1999 року наочно засвідчило проведення відродженого Раськень Озкс.

## Раськень Озкс у нові часи

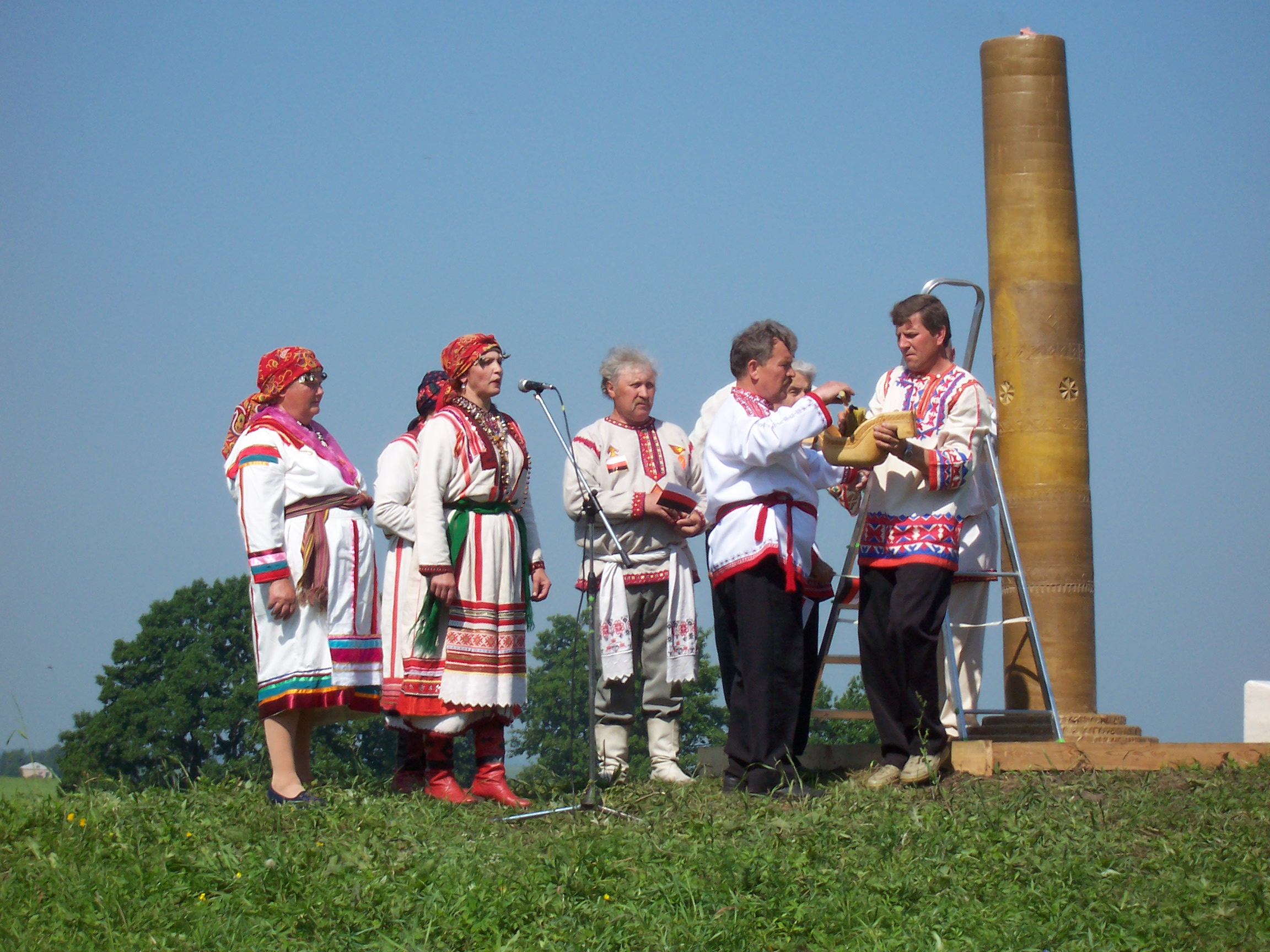
Запалювання родової свічки Ерзянь Штатол

Вперше після тривалої перерви народне моління відбулося 17 липня 1999 року в селі Чукали Великоігнатовського району Республіки Мордовія. Ініціаторами виступили представники ерзянської інтелігенції, активісти національного ерзянського відродження.
Місцем проведення був обраний давній маар, в якому, як вважають, були поховані 11 тисяч ерзянських, мокшанських, марійських та удмуртських воїнів, що загинули в 1612 році у жорстокій битві з Ногайською ордою.
Всього зібралося близько 2000 учасників. Були гості з Фінляндії, Карелії, Удмуртії, Марій Ел, делегації з Татарстану, Москви, Самари, Пензи, Ульяновська, представники Красноярського краю, Мурманської області, Новосибірська, ерзянської діаспори Естонії, студенти з фіно-угорських вишів. Багато гостей прибули в ерзянських народних костюмах.
Уранці звуки торами, мідної труби легендарного Тюшті покликали людей до маару. Біля річки принесли в жертву бика. Озава винесла чашу-яндаву із священним вогнем, від якого найшанованіші представники ерзянського народу здійснили ритуал запалювання родової свічки Ерзянь Штатол (висотою понад 2 м і вагою 165 кг). Пролунали давні молитви до бога Інешкипаза. Промовляючи молитву, кожен з присутніх запросив на свято своїх предків. Відбулося театралізоване дійство за участю епічних ерзянських героїв. Було обрано Раду Старійшин ерзянського народу (ерз. Ěrzäń atäń ězem).
Свято продовжили народні гуляння з піснями і танцями.

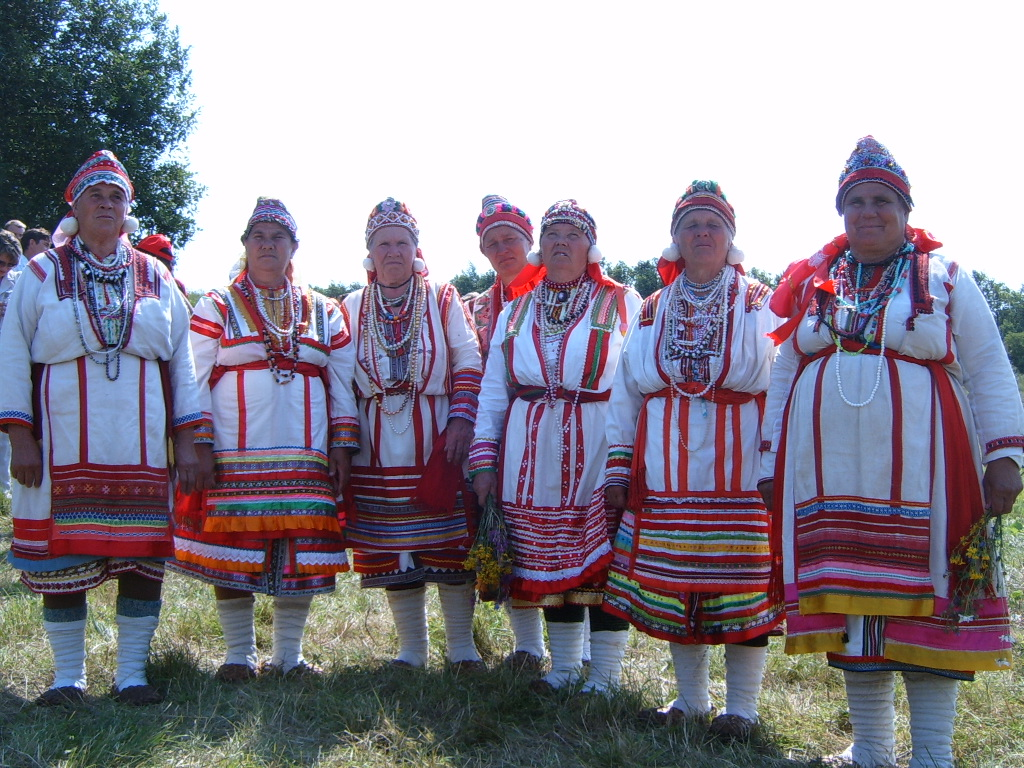
Народний ансамбль «Гайги Вайгель» на Раськень Озкс-2007

Раськень Озкс став справжнім народним святом для ерзян. Це був тріумф національного духу, люди повірили у відродження етнічних традицій, духовності й сакральних вірувань предків.
Наступний Раськень Озкс відбувся 10 липня 2004 року, так само в селі Чукали. Він мав уже якісно інший характер. Організація фестивалю перейшла під патронат державних органів влади, у проведенні свята активну участь брала офіційна мордовська культура. На Раськень Озкс був присутній уряд Мордовії. Голова республіки Микола Мєркушкін оголосив Раськень Озкс державним святом.
Свято зібрало понад 4000 гостей і учасників. Росію представляли практично всі суб’єкти компактного проживання ерзян. Були гості з Німеччини, Естонії, США. Майже половина з них була в національних костюмах. Після офіційного свята, що проходило за сценарієм давніх традицій, був проведений концерт фольклорних колективів. Ще до початку свята провели конкурс народних костюмів.
Таким чином, Раскень Озкс набув офіційного республіканського статусу. Свято вирішили проводити кожні 3 роки. Чергові заходи відбувалися в Чукалах у 2007, 2010, 2013 і 2016 роках.
Під час їхнього проведення відбуваються давні язичницькі дійства, національні ігри, демонстрація національних костюмів, пригощання ритуальними стравами. Проходять виступи професійних акторів, фольклорні концерти. Проходять масові гуляння, гостям пропонують скуштувати національні ерзянські страви й напої. Традиційно завершується свято поминальним обідом.
Проведення Раскень Озкс сприяє популяризації етнічного мистецтва, відродженню самобутності, інкультурації та формуванню національної ідентичності ерзянського народу.